# 安斎かなえ
安斎 かなえ（あんざい かなえ、1971年2月14日 - ）は、日本の女性漫画家。福島県出身。

## 人物
三姉妹の末の娘で姉らと同じく、看護師職に就いていたが、22歳で4コマ漫画でデビューし、看護師との兼業漫画家となる。25歳で農業を営む男性（7歳年上）と結婚し、いわゆる「農家のヨメ」となる。また、25歳時点で看護師職からも離れる。2014年現在、福島県在住。
夫とは2006年(35歳時点)に一度別居状態となるが、3年後に復縁した。この件については自身のエッセイコミック、『別居したら夫を好きになれました』で詳しく触れられている。
2016年現在、竹書房や芳文社等の雑誌で、医療関係の話題を中心とする実話系4コマ漫画誌の看板作家となっているが、「本当にあった愉快な話」（本愉）のみについては、4コマではなくリレー式の短編漫画という体裁をとっている。漫画化した投稿作品に自ら登場し、投稿者の紹介や現場経験者ならではの解説及びツッコミを行なう。目はレーシック手術を受けており、病院の広告に登場している。
猫を飼っており、漫画でも飼い猫の話題がしばしば出てくる。
「本愉」では時々顔出しで登場することもある。2012年9月7日には、NHK総合テレビジョンのトークバラエティ番組「ドラクロワ」に夫婦そろって出演した。

## 作品リスト
- 松子が行く
- まるっと病院パラダイス
- 別居したら夫を好きになれました（竹書房、2012年1月26日発行）ISBN 978-4-8124-4834-2[7]
- 病院でぼくらはみんな病んでいる。（竹書房、2014年5月29日発行）ISBN 978-4-8124-8912-3[8]
- 病院でぼくらはみんな殺される!?（竹書房、2015年12月17日発行）ISBN 978-4-8019-0544-3
- 女の曲がりカド プレ更年期がやって来た!!（竹書房、2016年3月31日発行）ISBN 978-4-8019-0681-5
- 命を狙われる体験をしたので言わせて下さい。（竹書房、2016年11月3日発行）ISBN 978-4-8019-0889-5
- 病院でぼくらはみんな死にかけた!!（竹書房、2017年12月21日発行）ISBN 978-4-8019-1324-0
- 病院なのにぼくらはみんな笑ってる。（竹書房、2018年12月20日発行）ISBN 978-4-8019-1699-9
- ニャ生の王国（竹書房、2019年5月30日発行）ISBN 978-4-8019-1882-5
- 通院するたびに寿命を削られてます。（竹書房、2020年1月30日発行）ISBN 978-4-8019-2110-8
- あの世の社会科見学（協力：流光七奈、竹書房、2020年7月9日発売[9]）ISBN 978-4-8019-2326-3
  - あの世の社会科見学 死後に備える基礎知識編（協力：流光七奈、竹書房、2021年7月8日発売[10]）ISBN 978-4-8019-2734-6
  - あの世の社会科見学 悪霊うごめく恐怖の暗黒界編（協力：流光七奈、竹書房、2022年7月14日発売[11]）ISBN 978-4-8019-3197-8
- 屍役所〜公務員を襲う怪異〜（原作：竹書房文庫刊『恐怖箱 屍役所』、竹書房、2021年8月30日発売[12]）ISBN 978-4-8019-2784-1